# The Cats (album)
The Cats is een muziekalbum van de Nederlandse band The Cats uit 1971. In 1968 verscheen ook al een album met de naam Cats. Anders dan dat album, is dit een verzamelalbum. 
Op I'm ashamed to tell (1965) van Arnold Mühren na, staan op dit album de eerste zelfgeschreven nummers van de bandleden die op een plaat werden uitgebracht:
- 1967: Jaap Schilder - How could I be so blind (A4)
- 1966: Cees Veerman - Hopeless try (A5)
- 1969: Theo Klouwer - Today (B4)
- 1969: Piet Veerman - Somewhere up there (B5)

## Nummers
| Nummer | Naam                            | Geschreven door               | Duur | Opmerkingen |
| ------ | ------------------------------- | ----------------------------- | ---- | ----------- |
| A1     | What a crazy life               | Roger Greenaway en Roger Cook | 2:33 |             |
| A2     | I like the way                  | Ritchie Cordell               | 2:18 |             |
| A3     | Vive l'amour                    | Mark Barkan en Vic Millrose   | 2:03 |             |
| A4     | How could I be so blind         | Jaap Schilder                 | 2:42 |             |
| A5     | Hopeless try                    | Cees Veerman en Chris Keenan  | 2:36 |             |
| A6     | Turn around and start again     | Roger Greenaway en Roger Cook | 3:01 |             |
| B1     | Love of the common people       | John Hurley, Ronnie Wilkins   | 3:07 |             |
| B2     | Lies                            | Lewis & Clarke                | 2:49 |             |
| B3     | I've always tried to understand | Arnold Mühren                 | 2:48 |             |
| B4     | Today                           | Theo Klouwer en John Möring   | 2:54 |             |
| B5     | Somewhere up there              | Piet Veerman                  | 4:14 |             |
| B6     | The greatest thing              | Jaap Schilder                 | 3:19 |             |